# Defereggental
Het Defereggental is een dal in Oost-Tirol in Oostenrijk. Het is het middelste van drie hooggebergtedalen die in dit deel van Tirol een verloop van het oosten naar het westen kennen. De twee dalen die hieraan parallel lopen, zijn het Virgental en het Pustertal.
Het dal ligt in het Nationaal park Hohe Tauern en wordt omgeven door bergen van het Defereggengebergte, de Rieserfernergroep, de Lasörlinggroep en de Schoberggroep. In het dal liggen drie gemeenten vallend onder het district Lienz: Hopfgarten in Defereggen, Sankt Veit in Defereggen en Sankt Jakob in Defereggen.
De eerste bewoners van het dal trokken vanuit het zuiden over de Staller Sattel en de Klammljoch, passen die ook nu nog een verbinding vormen met Zuid-Tirol.